# Gifu Nagaragawa Meadow
Gifu Nagaragawa Meadow (長良川球技メドウ) là một sân vận động đa năng nằm ở Trung tâm thể thao Gifu, thành phố Gifu, Nhật Bản.

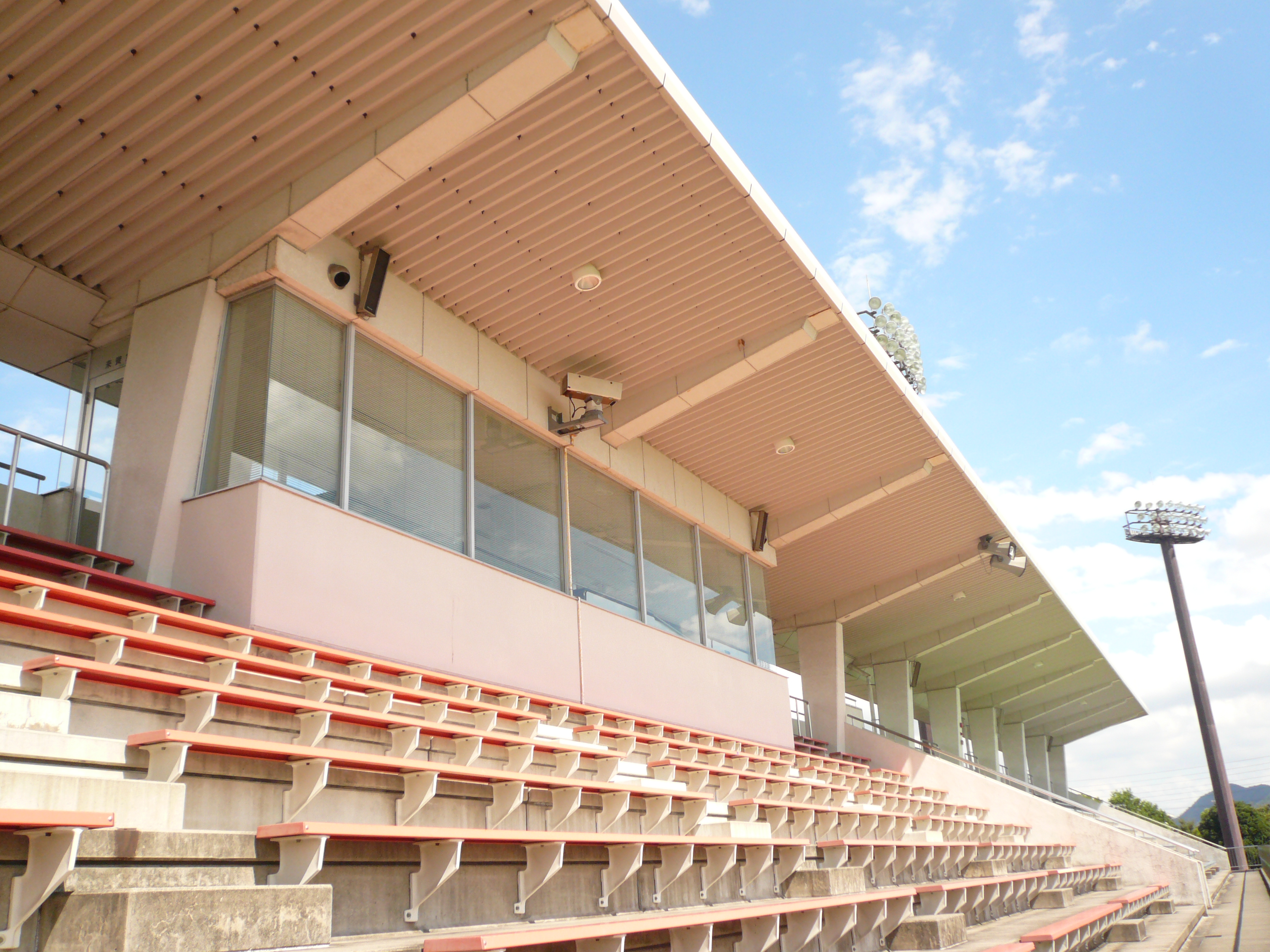
Khán đài sân vận động

Nơi đây từng là sân nhà của câu lạc bộ bóng đá FC Gifu từ năm 2010 đến năm 2012.